# Ethernet

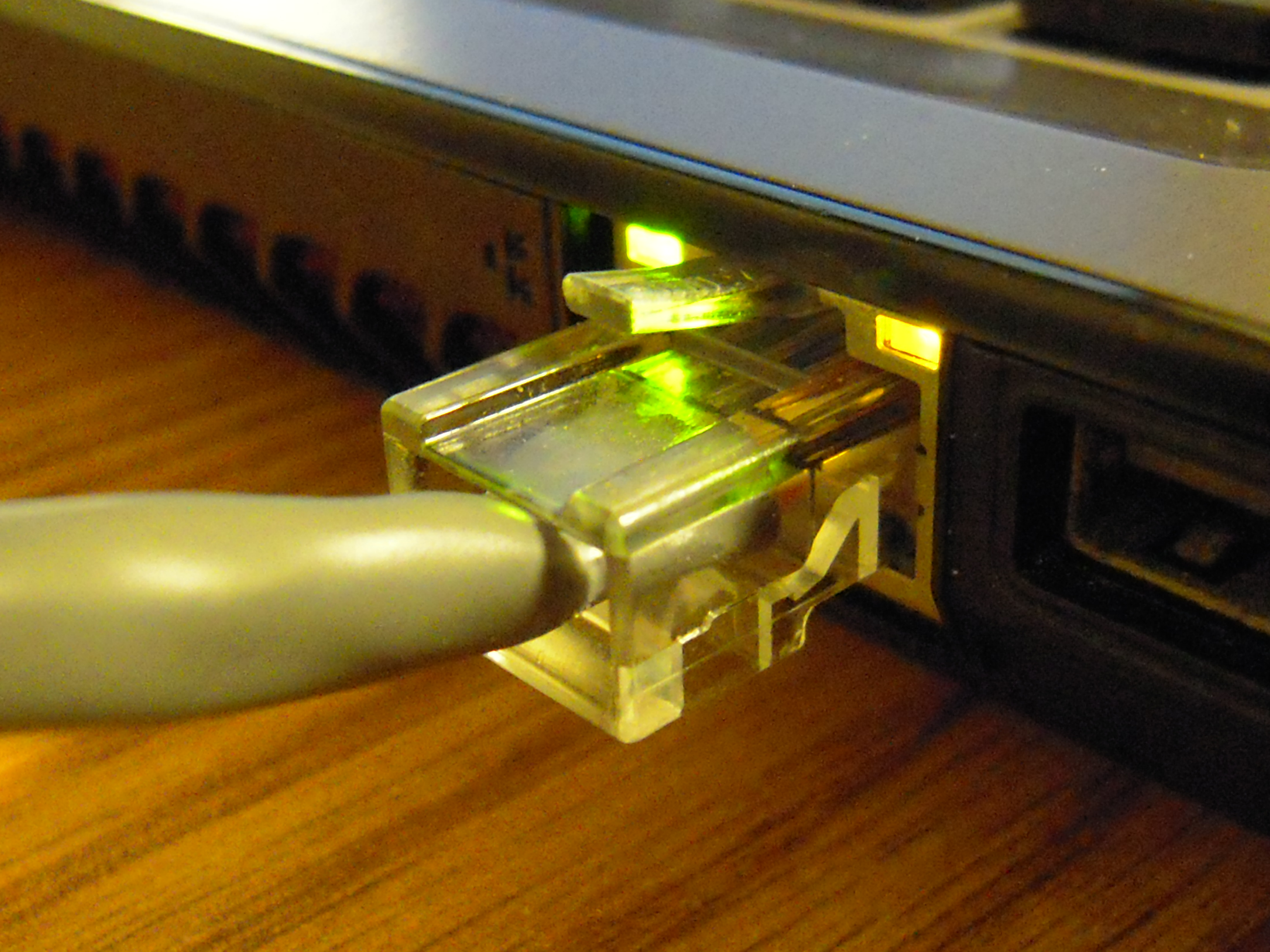
Một cáp xoắn đôi với một 8P8C modular connector được gắn vào một laptop, dùng cho Ethernet

Ethernet /ˈiːθərnɛt/ là một họ các công nghệ mạng máy tính thường dùng trong các mạng local area network (LAN), metropolitan area network (MAN) và wide area network (WAN). Tên Ethernet xuất phát từ khái niệm Ête trong ngành vật lý học. Nó được giới thiệu thương mại vào năm 1980 và lần đầu tiên được tiêu chuẩn hóa vào năm 1983 thành IEEE 802.3, kể từ đó nó được chỉnh sửa để hỗ trợ bit rate cao hơn và khoảng cách kết nối dài hơn. Theo thời gian, Ethernet đã thay thế hoàn toàn các công nghệ LAN nối dây như token ring, FDDI và ARCNET.
10BASE5 Ethernet nguyên thủy dùng cáp đồng trục (coaxial cable) làm shared medium (phương tiện/môi trường được chia sẻ), trong khi các phiên bản Ethernet mới hơn dùng cáp xoắn đôi (twisted pair) và các liên kết sợi quang học trong việc kết nối với các hub hoặc switch. Theo quá trình phát triển, tốc độ truyền dữ liệu Ethernet đã tăng từ 2.94 megabit trên giây (Mbit/s) ban đầu lên đến tốc độ gần đây nhất là 100 gigabit trên giây (Gbit/s). Các tiêu chuẩn Ethernet gồm nhiều phiên bản phát tín hiệu và nối dây của tầng vật lý của mô hình OSI khi sử dụng Ethernet.
Các hệ thống giao tiếp qua Ethernet chia một dòng dữ liệu (data stream) thành các mảnh ngắn hơn gọi là các khung (frame). Mỗi khung gồm có địa chỉ nguồn, địa chỉ đích, và dữ liệu kiểm tra lỗi sao cho các khung bị hư hại có thể được phát hiện và loại bỏ; thường gặp nhất là các giao thức tầng cao hơn kích hoạt (trigger) việc truyền lại các frame bị mất. Đối với mô hình OSI, Ethernet cung cấp các dịch vụ lên đến và bao gồm tầng liên kết dữ liệu.
Từ khi được phát hành thương mại, Ethernet đã giữ lại tính tương thích ngược (backward compatibility) khá tốt. Các đặc tính như MAC address 48-bit và định dạng frame Ethernet đã có ảnh hưởng lên các protocol kết nối mạng khác. Thay thế cho một số mạng LAN hiện nay là Wi-Fi, một giao thức không dây đã được tiêu chuẩn hoá thành IEEE 802.11.

## Lịch sử

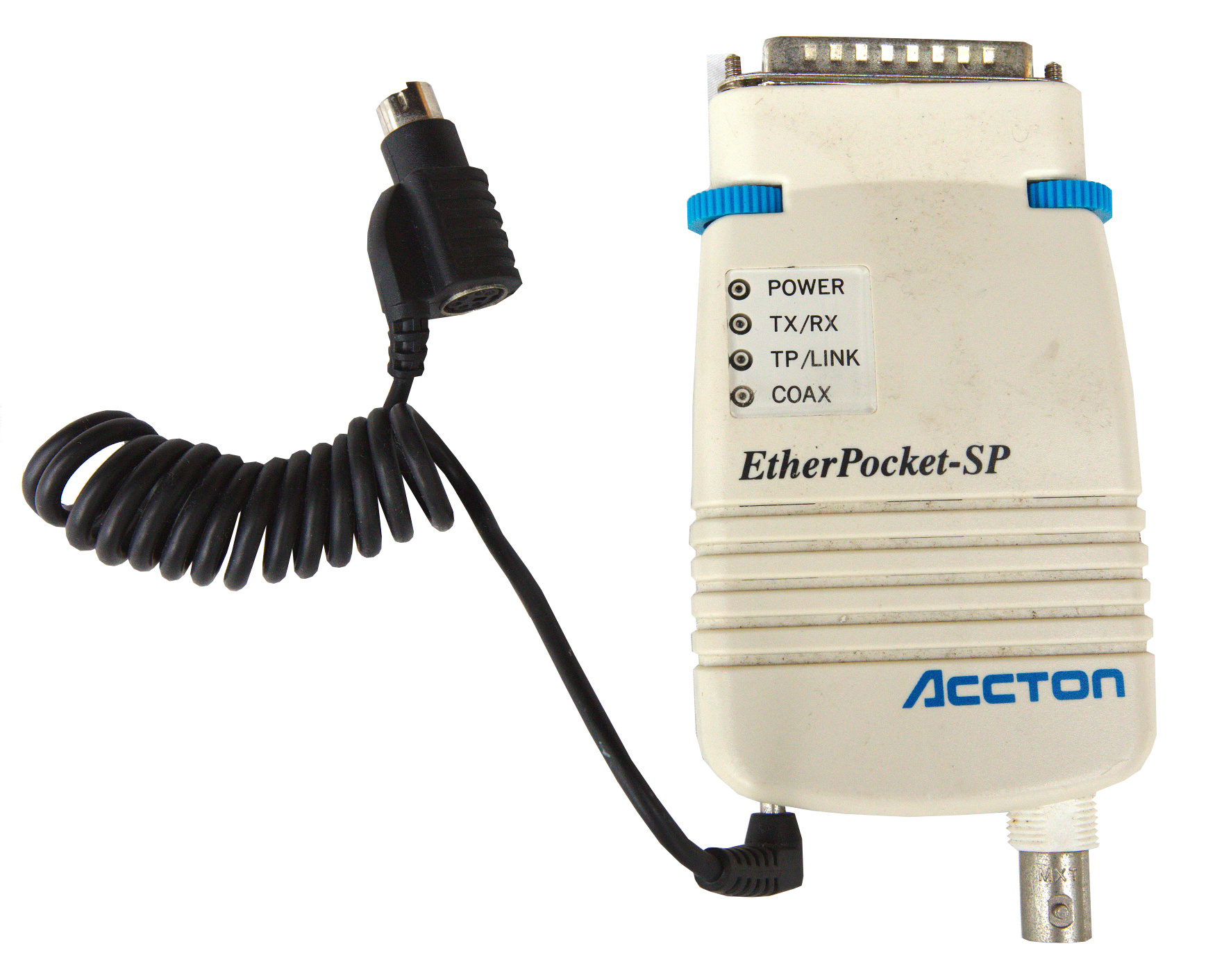
Adapter Ethernet cổng song song tên gọi Accton Etherpocket-SP (circa 1990) hỗ trợ cả hai loại cáp đồng trục (10BASE2) và cáp xoắn đôi (10BASE-T). Nguồn điện được lấy từ một cổng cổng PS/2 qua dây cáp.

Ethernet được phát triển tại Xerox PARC từ năm 1973 đến năm 1974. Nó được lấy cảm hứng từ ALOHAnet, một phần nghiên cứu trong luận án tiến sĩ của Robert Metcalfe. Metcalfe lần đầu ghi lại ý tưởng này trong một mẩu giấy ghi nhớ (memo) vào ngày 22 tháng 5 năm 1973, trong đó ông đặt tên công nghệ theo Luminiferous aether (ê-te) với ý nghĩa là một "phương tiện thụ động hoàn toàn có ở khắp nơi để lan truyền sóng điện từ". Vào năm 1975, Xerox đã nộp đơn xin cấp bằng sáng chế trong đó Metcalfe, David Boggs, Chuck Thacker, và Butler Lampson là những người phát minh. Vào năm 1976, sau khi hệ thống đã được vận hành ở PARC, Metcalfe và Boggs đã xuất bản một bài báo quan trọng.
Metcalfe đã rời Xerox vào tháng 6 năm 1979 để lập công ty 3Com. Ông đã thuyết phục Digital Equipment Corporation (DEC), Intel, và Xerox hợp tác để quảng bá tiêu chuẩn Ethernet. Tiêu chuẩn được gọi là "DIX", viết tắt của "Digital/Intel/Xerox", cụ thể là Ethernet 10 Mbit/s, với các địa chỉ nguồn và đích 48-bit và một trường toàn cục 16 bit kiểu Ethertype. Tiêu chuẩn được công bố vào ngày 30 tháng 9 năm 1980 với tiêu đề "The Ethernet, A Local Area Network. Data Link Layer and Physical Layer Specifications". Version 2 được xuất bản vào tháng 11 năm 1982 đã định nghĩa Ethernet II hiện nay. Các nỗ lực tiêu chuẩn hóa chính thức được tiến hành cùng thời gian và đã dẫn đến việc xuất bản IEEE 802.3 vào ngày 23 tháng 6 năm 1983.
Ethernet khởi đầu cạnh tranh với hai hệ thống lớn có bản quyền là Token Ring và Token Bus. Vì Ethernet đáp ứng được thực tiễn thị trường và tiến đến việc nối dây cáp xoắn đôi giá rẻ và phổ biến khắp mọi nơi, các protocol có bản quyền này nhanh chóng bị tụt hậu và cho đến cuối thập năm 1980, Ethernet trở thành công nghệ mạng có ưu thế hoàn toàn trên thị trường. Và công ty 3Com cũng trở thành người chơi chính. 3Com đã bán các sản phẩm đầu tiên của họ là Network Interface Controller (NIC) 3C100 hỗ trợ Ethernet 10 Mbit/s vào tháng 3 năm 1981, cũng năm đó họ đã bắt đầu bán các adapter cho PDP-11 và VAX, cũng như các máy tính Intel và Sun Microsystems trên nền tảng Multibus.:9 Unibus của DEC nhanh chóng bước theo adapter Ethernet, DEC đã bán và sử dụng chúng trong nội bộ công ty để dựng nên mạng tập đoàn (corporate network) của chính họ với hơn 10,000 nốt vào năm 1986, trở thành một trong những mạng máy tính lớn nhất thế giới tại thời điểm đó. Một card adapter Ethernet dành cho IBM PC đã được phát hành vào năm 1982, và tới năm 1985, 3Com đã bán được 100,000 cái. Adapter Ethernet dựa trên cổng song song đã từng được chế tạo và có cả driver cho các hệ điều hành DOS và Windows. Tới đầu thập niên 1990, Ethernet đã trở nên thịnh hành, được xem là một đặc tính bắt buộc phải có ở những máy tính hiện đại, và các cổng Ethernet đã bắt đầu xuất hiện trên một vài PC và trên phần lớn workstation (máy trạm). Quá trình này được thúc đẩy nhanh hơn nữa với sự ra đời của 10BASE-T và modular connector nhỏ của nó, trong đó các cổng Ethernet đã xuất hiện thậm chí ở cả các bo mạch chủ cấp thấp (low-end motherboard).
Từ đó, công nghệ Ethernet dần phát triển để đáp ứng các yêu cầu về thị trường và bandwidth mới. Ngày nay, ngoài máy tính, Ethernet còn được sử dụng để liên kết các appliance (công cụ, dụng cụ) và các thiết bị di động cá nhân. Ethernet được sử dụng trong các ứng dụng công nghiệp và đang nhanh chóng thay thế các hệ thống truyền dữ liệu hiện có trong các mạng viễn thông trên thế giới. Đến năm 2010, thị trường thiết bị Ethernet đã lên tới hơn 16 tỉ USD mỗi năm.

## Tiêu chuẩn hóa

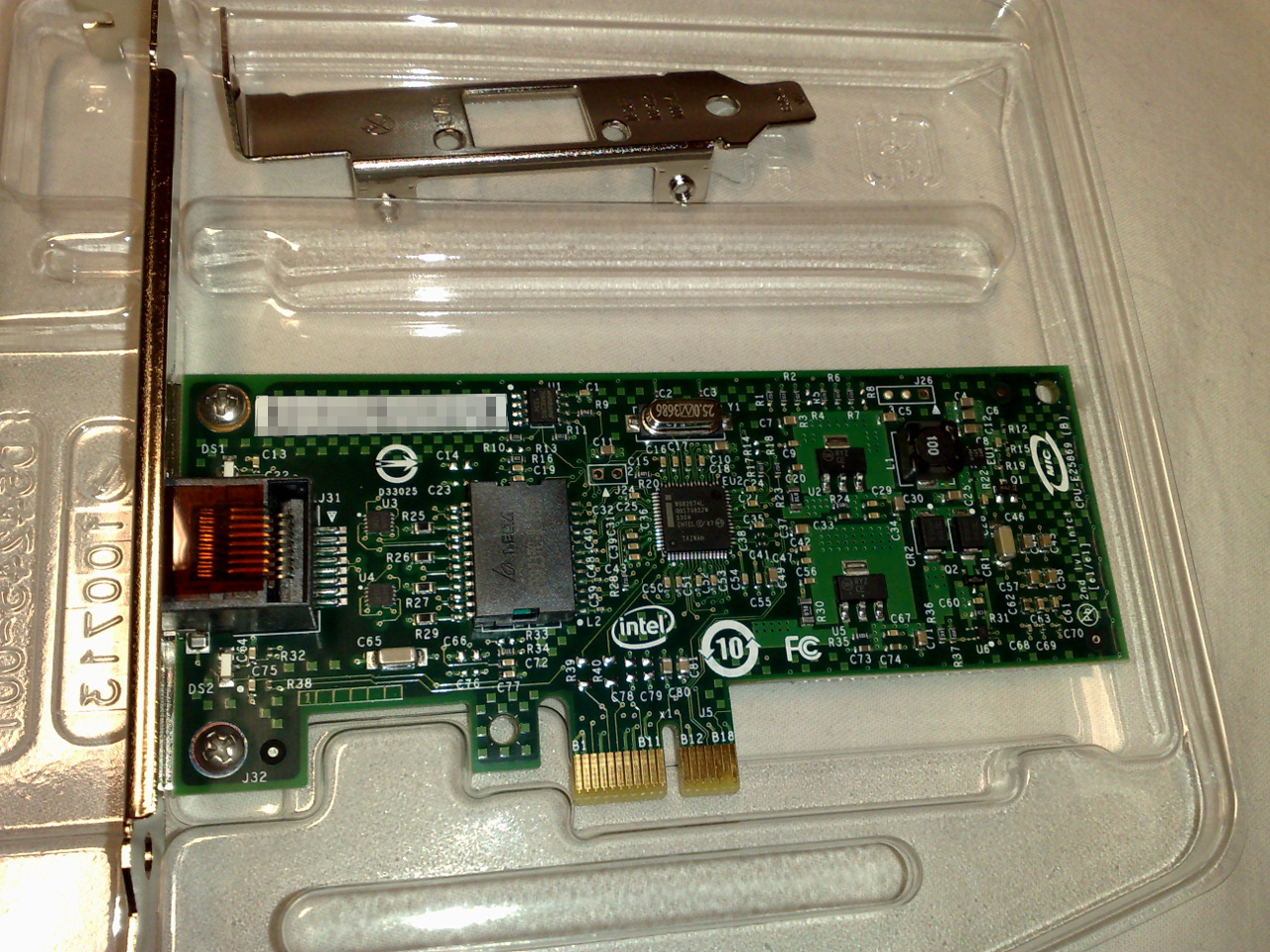
Một card x1 PCI Express Intel 82574L Gigabit Ethernet NIC

Vào tháng 2 năm 1980, Institute of Electrical and Electronics Engineers (IEEE) đã bắt đầu thực hiện dự án 802 để tiêu chuẩn hóa các mạng local area network (LAN). "Nhóm DIX" với Gary Robinson (DEC), Phil Arst (Intel), và Bob Printis (Xerox) đã đệ trình specification gọi là "Blue Book" CSMA/CD với tư cách ứng viên cho specification của mạng LAN. Ngoài CSMA/CD, Token Ring (do IBM hỗ trợ) và Token Bus (do General Motors chọn và hỗ trợ từ đó về sau) đã được xem là các ứng viên cho tiêu chuẩn LAN. Các đề án cạnh tranh nhau và mối quan tâm rộng trong giai đoạn đầu đã dẫn tới sự bất đồng lớn trong việc chọn công nghệ nào để tiêu chuẩn hóa. Vào tháng 12 năm 1980, nhóm này được chia thành ba nhóm con, và quá trình tiêu chuẩn hóa được tiến hành riêng rẽ cho mỗi đề án.
Sự chậm trễ trong quá trình tiêu chuẩn hóa khiến sự giới thiệu ra thị trường của máy trạm (workstation) Xerox Star và các sản phẩm LAN Ethernet của công ty 3Com chịu rủi ro. Với suy nghĩ chiến lược kinh doanh như vậy, David Liddle (Tổng giám đốc, Xerox Office Systems) và Metcalfe (3Com) đã tích cực hỗ trợ đề án của Fritz Röscheisen (Siemens Private Networks) cho một alliance (công cụ) trong thị trường truyền thông văn phòng đang lên, bao gồm sự hỗ trợ của Siemens cho việc tiêu chuẩn hóa quốc tế của Ethernet (10 tháng 4 năm 1981). Ingrid Fromm, đại diện của Siemens tại IEEE 802, nhanh chóng nhận được sự hỗ trợ rộng hơn cho Ethernet vượt ra khỏi IEEE bằng cách thiết lập một nhóm nhiệm vụ (Task Group) cạnh tranh là "Local Networks" bên trong cơ quan tiêu chuẩn hóa Châu Âu ECMA TC24. Vào tháng 3 năm 1982, ECMA TC24 với các thành viên doanh nghiệp của mình đã đạt được đồng thuận về một tiêu chuẩn dành cho CSMA/CD dựa trên bản nháp của IEEE 802.:8 Vì đề án của DIX hoàn thiện nhất về mặt kĩ thuật và vì hành động nhanh chóng của ECMA đã góp phần quyết định vào việc hòa giải ý kiến bất đồng bên trong IEEE, tiêu chuẩn IEEE 802.3 CSMA/CD đã được phê chuẩn vào tháng 12 năm 1982. IEEE đã xuất bản tiêu chuẩn 802.3 dưới dạng bản nháp vào năm 1983 và dưới dạng tiêu chuẩn vào năm 1985.
Ethernet được phê chuẩn ở cấp quốc tế nhờ một hành động liên nhóm tương tự do Fromm với tư cách một liên lạc viên (liaison officer) cố gắng tích hợp Ethernet với International Electrotechnical Commission (IEC) Technical Committee 83 (TC83) và International Organization for Standardization (ISO) Technical Committee 97 Sub Committee 6 (TC97SC6). Tiêu chuẩn ISO 8802-3 đã được xuất bản vào năm 1989.

## Sự tiến hóa
Ethernet đã phát triển dần dần: hỗ trợ băng thông (bandwidth) ngày càng cao hơn, các phương pháp media access control được cải tiến, và hỗ trợ các media (phương tiện) vật lý khác nhau. Cáp đồng trục đã được thay thế bởi các liên kết điểm đến điểm (point-to-point link) kết nối bởi các Ethernet repeater hoặc các switch.
Các station (trạm) Ethernet giao tiếp với nhau bằng cách gửi cho nhau các gói (packet) dữ liệu: block dữ liệu được gửi và chuyển phát riêng lẻ. Cũng như các mạng LAN IEEE 802 khác, mỗi station Ethernet được cấp một địa chỉ MAC 48-bit. Địa chỉ MAC được dùng để xác định nguồn và đích của mỗi gói dữ liệu. Ethernet thiết lập các kết nối mức liên kết xác định bằng cách dùng địa chỉ nguồn và đích. Khi nhận được dữ liệu, receiver sẽ dùng địa chỉ đích để xác định xem station nên truyền tiếp dữ liệu đi hay nên bỏ qua. Một network interface (giao diện mạng) thường không nhận các gói có địa chỉ là các station Ethernet khác. Địa chỉ của các adapter được lập trình sẵn có giá trị duy nhất trên toàn thế giới.
Trường EtherType trong mỗi frame được hệ điều hành sử dụng ở station nhận để chọn module protocol thích hợp (ví dụ, một phiên bản của Internet Protocol như IPv4). Các frame Ethernet được xem là tự xác định bởi kiểu frame. Các frame tự xác định khiến việc trộn các protocol khác nhau trên cùng mạng vật lí trở nên khả thi và cho phép một máy tính đơn sử dụng nhiều protocol. Mặc dù công nghệ Ethernet có tiến hóa, tất cả các thế hệ Ethernet (ngoại trừ các phiên bản thí nghiệm ban đầu) đều dùng chung các định dạng frame. Các mạng có tốc độ hỗn hợp có thể được xây dựng bằng cách dùng các switch và repeater Ethernet để hỗ trợ các phương án Ethernet mong muốn.
Do sự phổ biến của Ethernet, chi phí phần cứng hỗ trợ nó cần phải giảm dần, và không gian bảng điều khiển cho Ethernet xoắn đôi cũng cần giảm, nên ngày nay hầu hết các nhà sản xuất đều xây dựng các giao diện Ethernet trực tiếp trên bo mạch chủ của PC, loại bỏ nhu cầu lắp đặt thêm card mạng rời..

### Media được chia sẻ

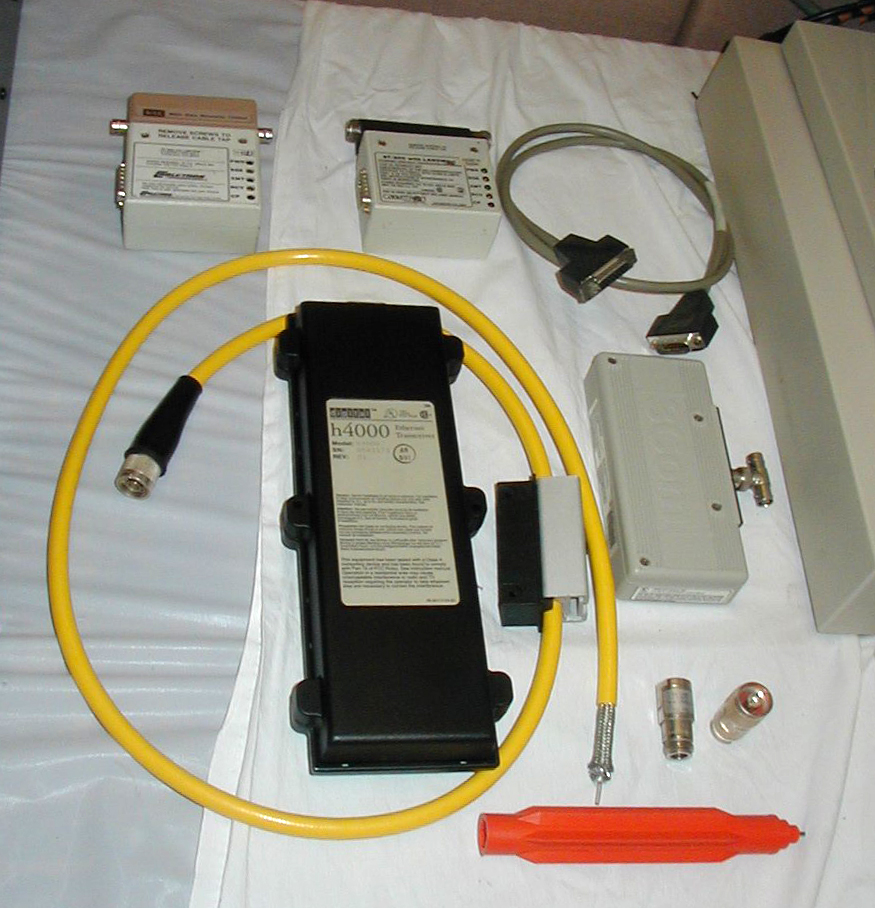
Thiết bị Ethernet thời xưa. Theo chiều kim đồng hồ từ phía trên bên trái: Một transceiver Ethernet với một adapter 10BASE2 in-line, một transceiver model tương tự với một adapter 10BASE5, một cáp AUI, một kiểu khác của transceiver với T-connector BNC 10BASE2, hai fitting đầu cuối 10BASE5 (các N connector), một dụng cụ lắp đắt "vampire tap" màu cam (gồm có một drill bit chuyên dụng ở một đầu và một socket wrench ở đầu còn lại), và một tranceiver (h4000) 10BASE5 model đời đầu do DEC sản xuất. Cáp 10BASE5 ngắn màu vàng có một đầu thích hợp với một N connector và một đầu khác đã có một N connector shell được lắp vào; vật hình hộp chữ nhật nửa đen nửa xám mà cáp đi qua là một vampire tap đã được lắp đặt.

Ethernet ban đầu dựa trên ý tưởng các máy tính giao tiếp với nhau thông qua một dây cáp đồng trục chung, dây cáp này có vai trò như một medium để truyền tin broadcast. Người ta áp dụng phương pháp tương tự như phương pháp đã được áp dụng trong các hệ thống vô tuyến  với dây cáp chung cung cấp một kênh để giao tiếp giống với Luminiferous aether trong vật lý vào thế kỷ thứ 19. Tên gọi "Ethernet" cũng bắt nguồn từ đó.
Cáp đồng trục (medium được chia sẻ) của Ethernet nguyên thủy băng qua một tòa nhà hay campus đến tất cả các máy được gắn vào. Một phương pháp được biết đến với tên gọi carrier sense multiple access with collision detection (CSMA/CD) cai quản cách các máy tính chia sẻ kênh truyền. Phương pháp này đơn giản hơn so với các công nghệ cạnh tranh với nó là token ring hoặc token bus. Các máy tính được kết nối với một transceiver Attachment Unit Interface (AUI), transceiver này đến lượt mình lại được kết nối với dây cáp (với thin Ethernet, transceiver được tích hợp vào trong adapter mạng). Trong khi một dây dẫn thụ động đơn giản có độ tin cậy cao đối với các mạng nhỏ, nó không đáng tin cậy đối với các mạng lớn được mở rộng, trong đó hư hại của dây dẫn ở một nơi riêng lẻ, hay một connector bị hư, có thể khiến toàn bộ segment Ethernet không sử dụng được.

So sánh giữa Ethernet nguyên thủy và Ethernet hiện đại
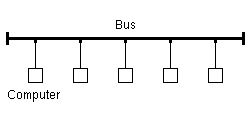
Implementation của Ethernet nguyên thủy: medium chia sẻ, collision-prone. Tất cả các máy tính cố gắng giao tiếp chia sẻ một cáp chung nên cạnh tranh nhau.
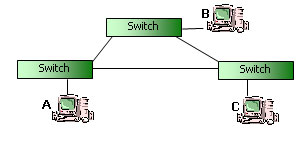
Implementation của Ethernet hiện đại: switched connection, collision-free. Mỗi máy tính giao tiếp chỉ với switch của chính nó, không cạnh tranh cáp với những máy tính khác.

## Cấu trúc frame

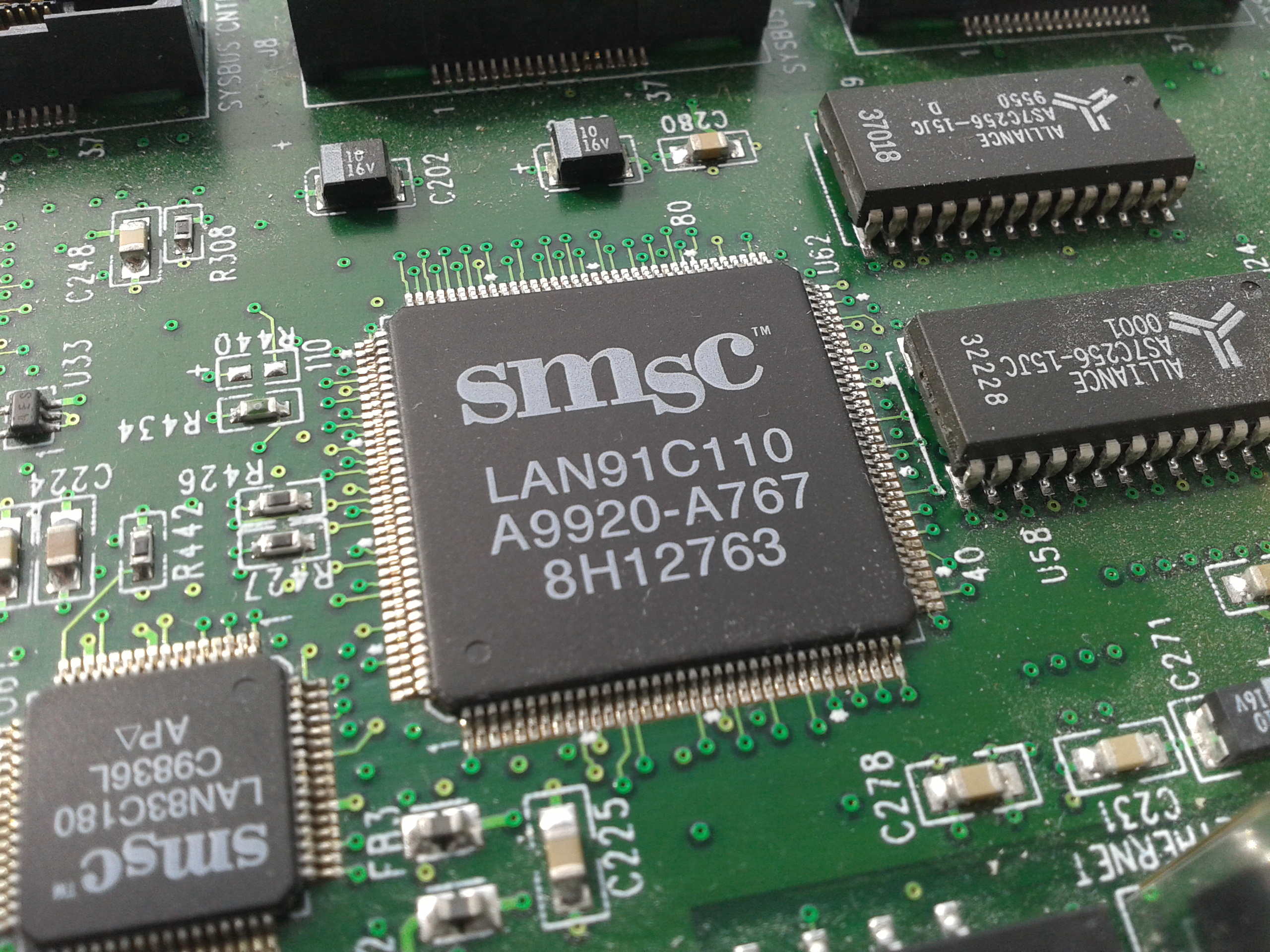
Cận cảnh một chip SMSC LAN91C110 (SMSC 91x), một chip nhúng Ethernet.

Trong IEEE 802.3, một datagram được gọi là một packet (gói) hoặc một frame. Packet thường được dùng để miêu tả đơn vị truyền tổng thể và gồm có preamble, start frame delimiter (SFD) và carrier extension (nếu có). Frame bắt đầu ngay sau start frame delimiter với một frame header gồm có địa chỉ MAC nguồn và đích, và một trường EtherType cho biết hoặc loại protocol của protocol payload hoặc độ dài của payload. Phần giữa frame gồm có dữ liệu payload gồm bất cứ header nào dành cho các protocol khác (ví dụ, Internet Protocol) được mang trong frame. Frame kết thúc với cyclic redundancy check 32-bit, dùng để phát hiện dữ liệu hư hỏng trong khi truyền.:sections 3.1.1 and 3.2 Đáng chú ý, các packet Ethernet không có trường time-to-live, dẫn đến các vấn đề có thể xảy ra khi có mặt switching loop.

## Các chuẩn có liên quan
- Các chuẩn mạng không thuộc chuẩn Ethernet IEEE 802.3, nhưng có khả năng hoạt động cùng.
  - LattisNet
  - 100BaseVG
  - TIA 100BASE-SX
  - TIA 1000BASE-TX
- Các chuẩn mạng không sử dụng định dạng khung Ethernet nhưng vẫn có thể kết nối với Ethernet
  - 802.11 — Một chuẩn cho mạng không dây thường đi cặp với một đường trục (backbone) Ethernet.
- 10BaseS - Ethernet qua VDSL (Very high data rate Digital Subscriber Line)
- Long Reach Ethernet
- Avionics Full-Duplex Switched Ethernet

## Lắp đặt
- 10/100/1000 Opencores Verilog LGPL tri-mode Ethernet MAC